# Bătrâna
Bătrâna oder alte Schreibweise Bătrîna [ˈbətrɨna] (deutsch Altendorf, ungarisch Batrina) ist eine Gemeinde im Kreis Hunedoara in der Region Siebenbürgen in Rumänien.

## Geographische Lage

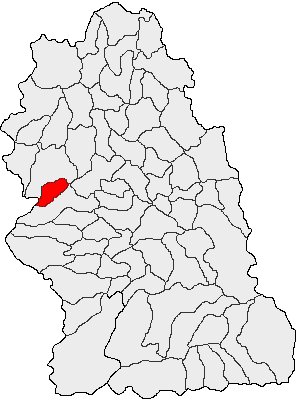
Lage der Gemeinde Bătrâna im Kreis Hunedoara

Die Gemeinde Bătrâna liegt in einer bergigen Landschaft im Südwesten Siebenbürgens im Norden des Poiana-Ruscă-Gebirges. Im historischen Stuhlbezirk Marosillye – heute Ilia – des Hunyader Komitat (Komitat Eisenmarkt), im Westen des Kreises Hunedoara befindet sich der Ort Bătrâna an der Kreisstraße (Drum județean) DJ 688 etwa 60 Kilometer (ca. 25 km Luftlinie) südwestlich von der Kreishauptstadt Deva (Diemrich) entfernt.
Die eingemeindeten Dörfer sind zum größten Teil auf unbefestigten Straßen vom Gemeindezentrum zu erreichen.

## Geschichte

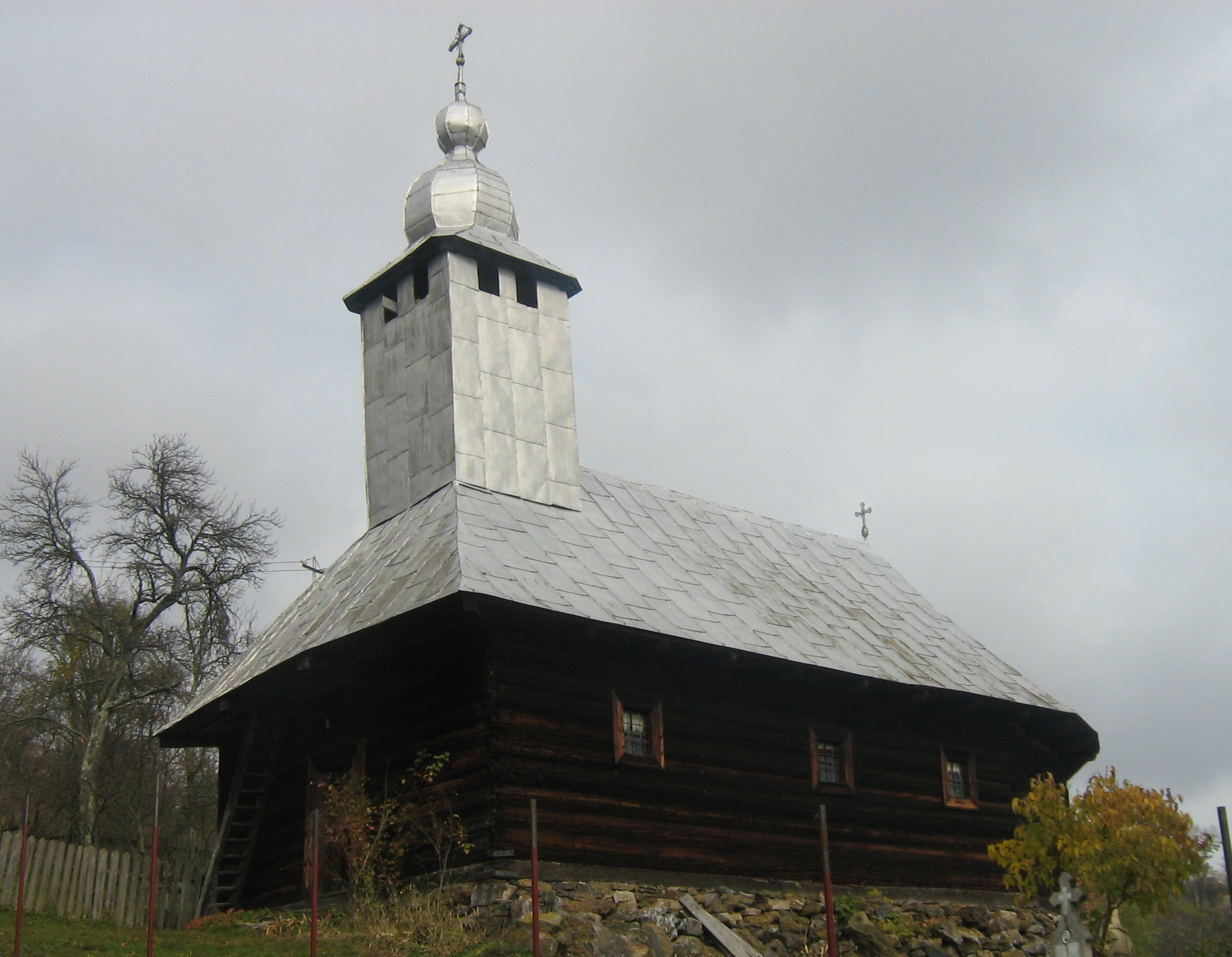
Die Holzkirche in Bătrâna

Der Ort Bătrâna wurde erstmals 1750 urkundlich erwähnt. Wegen der erschwerten Lebensbedingungen in den eingemeindeten Dörfern, verursacht auch durch fehlenden Stromanschluss, unbefestigte Wege, kein fließendes Wasser, hat die jüngere Bevölkerung die Orte immer mehr verlassen, sodass hier mehrheitlich ältere Menschen leben. Obwohl die drei eingemeindeten Dörfer zu der Zeit keinen Stromanschluss hatten (den sie 2012 zu bekommen erhofften), wurde 2010 hierher ein Internetanschluss verlegt. Die dafür benötigte Elektrizität wurde mit Hilfe von Generatoren erzeugt.
Die Kirche des Ortes Bătrâna, inmitten eines Friedhofes gelegen, ist die einzige Kirche auf dem Areal der Gemeinde. Obwohl Bătrâna einen Friedhof hat, werden hier die Toten im eigenen Garten in der Nähe der Häuser begraben.
Die Hauptbeschäftigung der Bevölkerung sind die Landwirtschaft und die Viehzucht, insbesondere die Schaf- und Rinderzucht.

## Bevölkerung
Bei der offiziellen Erhebung von 1850 lebten auf dem Gebiet der heutigen Gemeinde 640 Menschen. 633 davon waren Rumänen und sieben waren Roma. Die höchste Einwohnerzahl (725, drei davon bezeichneten sich als Deutsche) – und gleichzeitig die der Rumänen (722) – wurde 1910 erreicht. Die höchste Einwohnerzahl der Magyaren (46) und die der Roma (8) wurde 1966, die der Rumäniendeutschen (5) 1941 erreicht. Darüber hinaus bezeichneten sich 1966 17 Einwohner als Ukrainer und zehn Einwohner als Serben. Seit 1910 fiel die Einwohnerzahl stetig, sodass 2002 in der Gemeinde Bătrâna 175 Rumänen registriert wurden.
Die Gemeinde Bătrâna ist mit ihren 124 Einwohnern (2012) auf dem zweiten Platz, was die Entvölkerung in Rumänien betrifft. Seit 2010 wird wegen der stetig sinkenden Bevölkerungsanzahl über eine Zusammenlegung mit der Gemeinde Dobra nachgedacht.

## Sehenswürdigkeiten
- Die Holzkirche Cuvioasa Paraschiva im Ort Bătrâna, steht nicht unter Denkmalschutz.